# Bec-en-sabot du Nil
Balaeniceps rex
Famille
Genre
Espèce
Statut de conservation UICN

 VU C2a(ii) : Vulnérable
Statut CITES
Répartition géographique
Le Bec-en-sabot du Nil (Balaeniceps rex) est une espèce d'oiseau massif. C'est la seule espèce du genre Balaeniceps et de la famille des Balaenicipitidae. Ainsi nommé à cause de son bec qui est aussi gros, voire plus gros que sa tête, cet oiseau est un échassier au même titre que la cigogne ou le héron. Les anglophones l'appellent cigogne à bec de chaussure (shoe-billed stork) ou cigogne à tête de baleine (whale-headed stork).
Il est actuellement menacé par la destruction de son habitat naturel.

## Morphologie

### Mensurations
Le Bec-en-sabot est un grand échassier (100 à 120 cm) à longues pattes sombres et au bec énorme. Son envergure peut atteindre 2,30 m. Il pèse de 4 à 7 kg,. Il n'y a pas de réel dimorphisme sexuel chez cette espèce : le mâle est juste un peu plus gros que la femelle et a un bec plus long. De même, il n'y a guère de différence entre le plumage nuptial et le plumage habituel.

### Aspect général

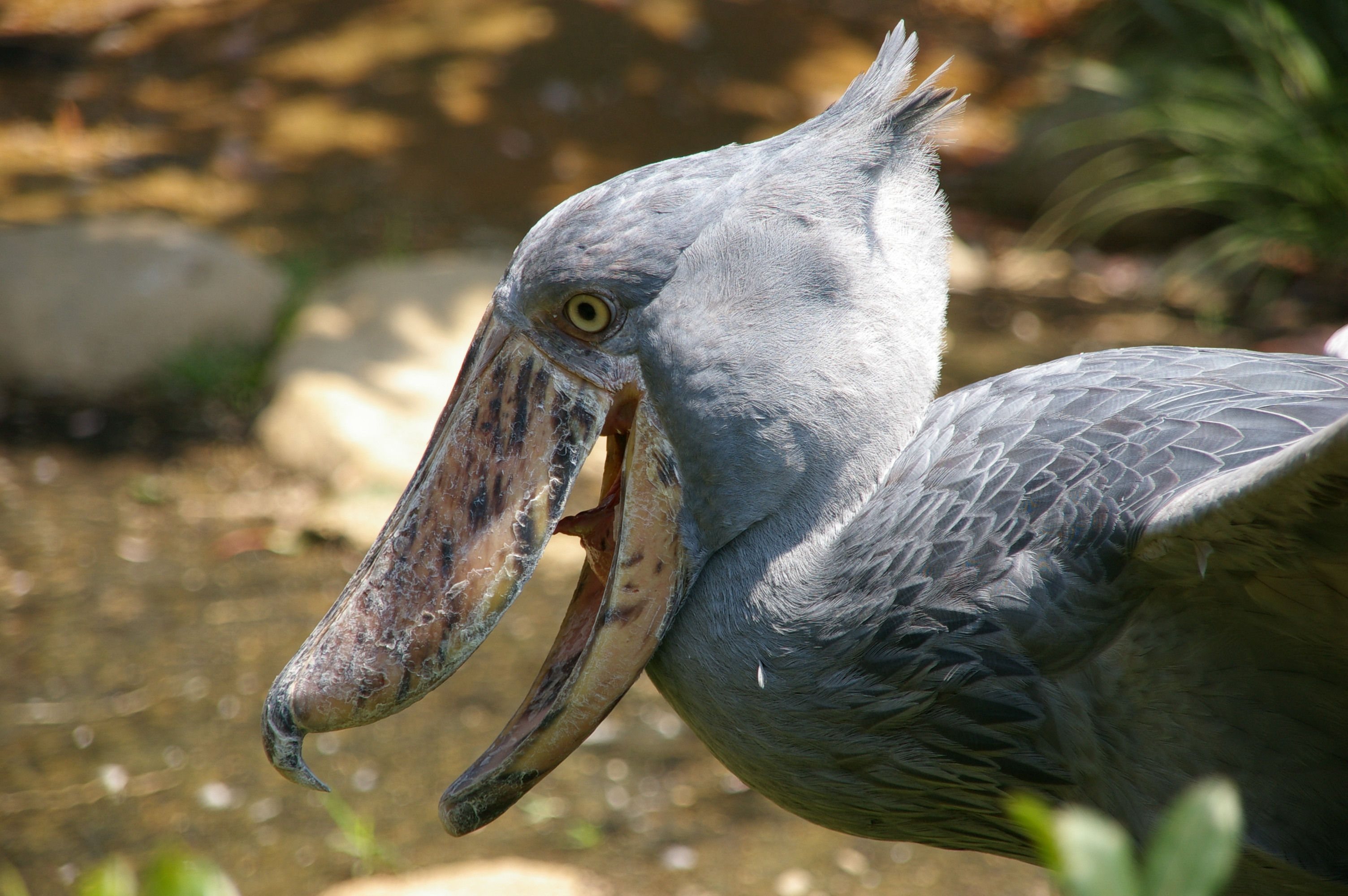
Le bec est l'élément le plus remarquable du Bec-en-sabot.

Le plumage chez les adultes des deux sexes est gris, légèrement bleuté, à l'aspect granité. Les plumes principales sont noires à l'extrémité; les plumes secondaires peuvent présenter des reflets verdâtres. Le dessous de l'oiseau est légèrement plus clair que le dessus. Le Bec-en-sabot présente, sur l'arrière de la tête, une petite touffe de plumes qu'il peut ériger comme une crête. Les jeunes sont légèrement plus gris que les adultes.
Le bec est la principale caractéristique de l'espèce, car il ressemble à un sabot de couleur jaunâtre ou rosée ; il est taché de points sombres, grisâtres, et a des dimensions de 23 x 10 cm environ. La forme du bec apparaît, en fait, très adaptée à la pêche en eaux troubles, basses et encombrées de végétaux. Au lieu de harponner à la manière des hérons, le bec-en-sabot écope à l'horizontale. Il arrache ainsi du marais une véritable pelletée de matériaux où frétille la proie visée. Le crochet qui arme sa mandibule supérieure lui sert à pincer sa prise glissante, les bords tranchants à la découper. Le crochet de la mandibule supérieure lui permet également de se toiletter ou de rouler ses œufs.
Les yeux sont grands et de couleur jaunâtre ou gris-blanc ; situés sur le devant de la tête, ils confèrent au Bec-en-sabot une vision binoculaire. Les pattes sont longues et sombres, les orteils sont très longs et non palmés.

### Aspect des juvéniles
L'oisillon est couvert de duvet gris.
Le juvénile est légèrement plus brun que les adultes.

## Comportement

### Comportement social
Le Bec-en-sabot est un oiseau solitaire qui se ménage un territoire d'environ 3 km². On peut cependant observer cet oiseau en couple au moment de la nidification, mais aussi en groupe dans les endroits où les ressources alimentaires sont abondantes. Lors de la saison de nidification, il devient très territorial et défend son nid contre les prédateurs, mais aussi contre tout intrus. Il est par contre peu farouche envers l'homme, le laissant souvent s'approcher fort près et se contentant de le regarder droit dans les yeux.
Pendant tout le cycle de reproduction (trois à quatre mois), le mâle récolte des végétaux et les offre à sa compagne pour regarnir le nid. Avant la parade, c'est d'abord une méthode de séduction. Ensuite, cette attention conjugale entretient dans le couple une entente précieuse pour la surveillance des petits.

### Vocalisations
Les bec-en-sabot sont généralement silencieux, mais ils émettent souvent des claquements de bec, surtout lorsque les adultes s'accueillent au nid. Les adultes peuvent aussi émettre des bruits un peu hennissants ou ressemblant à des meuglements. Les petits, lorsqu'ils mendient de la nourriture, émettent un bruit ressemblant à un hoquet.

### Vol
Cet oiseau n'est pas migrateur, si les sources de nourriture sont insuffisantes, il peut accomplir des déplacements saisonniers entre les zones de nidification et les zones de nourrissage. Il vole avec le cou rétracté. Son vol est lent. Il est capable de pratiquer le vol plané et d'utiliser les courants ascendants.
Contrairement à de nombreuses espèces d'oiseaux, le Bec-en-sabot du Nil n'est pas particulièrement connu pour ses talents en vol. Bien qu'il puisse prendre son envol et parcourir des distances modestes, son envergure (jusqu'à 2,60 mètres) et son poids important (entre 4 et 7 kilogrammes) limitent ses capacités.

### Alimentation
Essentiellement piscivore, il se nourrit de poissons-chats, de protoptères (poissons osseux pulmonés), de tilapias, de serpents aquatiques ou de grenouilles. Il peut aussi occasionnellement consommer des varans, tortues, jeunes crocodiles, mollusques (gastéropodes surtout), voire des rongeurs, jeunes oiseaux et charognes.
Ses zones de chasse préférées sont les eaux basses à haute végétation. Si les eaux sont profondes, il s'installe sur une plateforme de végétaux flottants. Il chasse et pêche à la vue et à l'ouïe, tenant son bec vers le bas, contre sa poitrine, afin de faciliter la vision binoculaire. La proie est généralement décapitée avant d'être avalée.

### Reproduction et développement
Le bec-en-sabot est un oiseau monogame et les deux parents participent à la construction du nid, à l'incubation et aux soins apportés aux jeunes. La saison de nidification varie selon la situation géographique mais coïncide généralement avec le début de la saison sèche. Le cycle de reproduction, de la construction du nid au départ des jeunes, dure entre 6 et 7 mois.
Les bec-en-sabots deviennent bruyants pendant la parade nuptiale. Les partenaires se penchent l'un vers l'autre, claquant du bec et lançant des cris ressemblant à des meuglements.
Une zone d'environ 3 m de diamètre est piétinée et nettoyée pour installer le nid. Ce dernier est situé généralement sur un îlot ou sur un radeau de végétation flottante. Les matériaux de construction (herbe, débris végétaux...) sont tassés pour former une grande structure d'environ 1 m de diamètre.
Deux à trois œufs blanchâtres sont pondus. Il ne restera à la fin du cycle de reproduction qu'un seul petit, en effet, afin de s'approprier toute l'attention et la nourriture, le plus vigoureux des oisillons tuera le reste de la fratrie, les parents ne pouvant s'occuper de plusieurs rejetons, par risque de manquer de nourriture, ils ne continueront à nourrir que le petit le plus vigoureux. L'incubation dure environ 30 jours pendant lesquels les adultes retournent souvent les œufs, et les rafraîchissent en les arrosant d'eau ou en les recouvrant de végétation humide. Après l'éclosion, les adultes nourrissent les petits par régurgitation de proies dans le nid, mais les petits se nourrissent seuls. Les parents font de l'ombre aux oisillons et parfois les arrosent d'eau pour les rafraîchir.
Le développement des petits est lent en comparaison avec la plupart des autres oiseaux. Pendant 35 jours, les oisillons ne peuvent pas tenir debout; un des deux parents les garde au nid pendant que l'autre part en quête de nourriture. Par la suite, les deux parents partent en chasse, laissant les oisillons seuls au nid. Les plumes ne sont pas totalement développées avant 2 mois et les petits ne peuvent pas voler avant 105 à 112 jours. Pendant encore un mois après l'envol, les parents continueront à nourrir leurs jeunes. Les jeunes arrivent à maturité sexuelle à 3 ou 4 ans,.
Les oisillons viennent généralement par paire. Le plus vigoureux de la couvée peut tuer le plus faible pour s’approprier l’ensemble des ressources offertes par les parents.
À l’état sauvage, le Bec-en-sabot peut vivre 35 ans et 50 ans en captivité.

## Répartition et habitat
C'est un oiseau endémique du continent africain, surtout présent dans les parties orientales et centrales de l'Afrique tropicale.
On le trouve dans les lacs, grands cours d'eau et marais garnis de papyrus et de roseaux, particulièrement en Ouganda (lac Victoria et nombreux marais à papyrus que compte ce pays), à l'ouest de la Tanzanie, au Soudan du sud (dans les marais du Sudd du bassin du Nil Blanc) et dans le marais de Bangweulu au Nord-est de la Zambie.
Globalement sa répartition est à peu près la même que celle du Protoptère et on le retrouve donc dans les pays suivants : Ouganda, Rwanda, République centrafricaine, République démocratique du Congo, Soudan du Sud, Soudan, Tanzanie, Zambie.

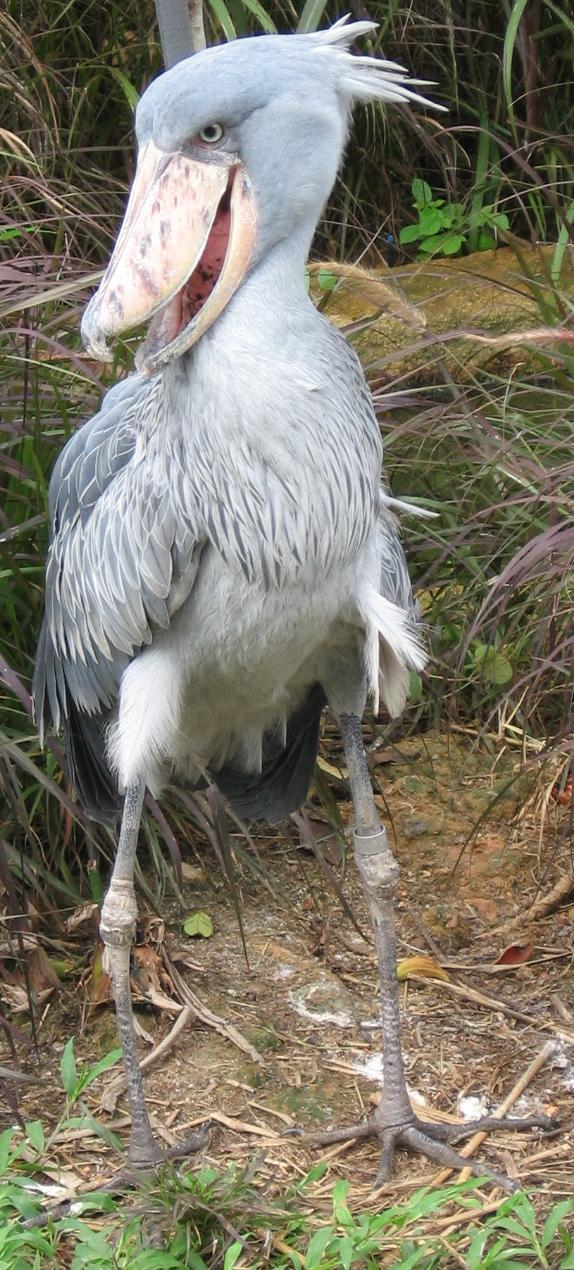
Un bec-en-sabot, Jurong Birdpark à Singapour.

## Statut et préservation
On ne connaît que peu d'informations sur les mœurs et les origines de cet oiseau difficile à observer dans son milieu naturel. Menacé de disparition, on peut l'observer dans certains zoos.
La principale menace est la destruction de l'habitat, principalement des zones de nourrissage (souvent asséchées pour les transformer en zones agricoles). On peut ajouter à cela la menace des incendies et inondations, ainsi que le piétinement des nids par les troupeaux allant boire.
Selon BirdLife International, la population, estimée à 12 000-15 000 individus en 1997, aurait été en 2002 de  5 000-8 000 individus.
Il est classé par l'Accord sur la conservation des oiseaux d'eau migrateurs d'Afrique-Eurasie dans la catégorie A1c, c'est-à-dire parmi les espèces dont il reste moins de 10 000 individus dans le monde, depuis 2002. La CITES a classé cette espèce en annexe II (espèce vulnérable à commerce réglementé) depuis 1987. L'UICN classe le Bec-en-sabot dans la catégorie "vulnérable", C2ii (population en déclin et estimée à moins de 10 000 individus) depuis 2004.
Le parc Pairi Daiza, situé en Belgique, est le premier parc au monde à avoir réussi la reproduction du bec-en-sabot du Nil, le premier oisillon a éclos le samedi 19 juillet 2008 et fut appelé "Abu" suivi d'un second oisillon éclos le jeudi 24 juillet et fut appelé "Marqoub".

## Appellation et position systématique

### Taxonomie
Le nom valide complet (avec auteur) de ce taxon est Balaeniceps rex Gould, 1850.
Ce taxon porte en français les noms vernaculaires ou normalisés suivants : Bec-en-sabot du Nil,, Baléniceps roi, Bec-En-Sabot,.
Balaeniceps rex est la seule espèce du genre Balaeniceps.

### Classification
Il était auparavant classé dans la famille des balaénicipitidés (dont il était le seul représentant). Il y a eu beaucoup de débats pour savoir quelle est la famille la plus proche de celle du Bec-en-sabot. La syrinx ressemble à celle des Ardeidae, la langue à celle des Scopidae et son comportement, son nid et les osselets de son oreille moyenne (l'étrier surtout) le rapprochent des Ciconiidae. Le vol avec le cou rétracté rappelle à la fois les Ardeidae et les Pelecanidae. Les analyses biochimiques ont un temps placé cet oiseau parmi les Pélicanidés.

### GenreBalaeniceps
- (en) Congrès ornithologique international : Balaeniceps dans l'ordre Pelecaniformes
- (fr + en)  Avibase : Balaeniceps rex (+ répartition) (consulté le 30 juin 2015)
- (en) Zoonomen Nomenclature Resource (Alan P. Peterson) : Balaeniceps  dans Pelecaniformes
- (en) Paleobiology Database : Balaeniceps Gould 1850
- (en) Animal Diversity Web : Balaeniceps

### EspèceBalaeniceps rex
- (en)  Steffen, A., Animal Diversity Web : Balaeniceps rex, 2007 (consulté le 20 mai 2024)
- (fr) CITES : taxon  Balaeniceps rex (sur le site du ministère français de l'Écologie) (consulté le 30 juin 2015)
- (en) CITES : Balaeniceps rex   Gould, 1850   (+ répartition sur Species+) (consulté le 20 mai 2024)
- (en) Congrès ornithologique international : Balaeniceps rex Gould, 1850 (ligne 7201) (consulté le 20 mai 2024)
- (en) Catalogue of Life : Balaeniceps rex Gould, 1850 (consulté le 20 mai 2024)
- (fr + en) GBIF : Balaeniceps rex Gould, 1850 (consulté le 20 mai 2024)
- (en) IRMNG : Balaeniceps rex Gould, 1850 (consulté le 20 mai 2024)
- (fr + en) ITIS : Balaeniceps rex Gould, 1850 (consulté le 20 mai 2024)
- (en) NCBI : Balaeniceps rex (taxons inclus) (consulté le 20 mai 2024)
- (en) OEPP : Balaeniceps rex   Gould   (consulté le 20 mai 2024)
- (fr) Oiseaux.net : Balaeniceps rex (+ répartition)
- (en) Tree of Life Web Project : Balaeniceps rex
- (en) Paleobiology Database : Balaeniceps rex (consulté le 20 mai 2024)
- (en) Taxonomicon : Balaeniceps rex Gould, 1850 (consulté le 20 mai 2024)
- (en) UICN : espèce Balaeniceps rex Gould, 1850 (consulté le 20 mai 2024)
- (en) Zoonomen Nomenclature Resource (Alan P. Peterson) : Balaeniceps rex  dans Pelecaniformes

#### Photos et vidéos
- Images sur ARKive
- Photo Calphotos
- Galerie Flickr sur Avibase
- Video IBC
- Documentaire sur la vie du Bec-en-sabot du Nil sur la chaine Zapping Sauvage